# Блинова, Клавдия Михайловна
Клавдия Михайловна Блинова (род. 1920 или 24 декабря 1922 — 23 ноября 1988) — советская военная лётчица. Участница Великой Отечественной войны. Гвардии лейтенант.

## Биография
Клавдия Михайловна Блинова (в замужестве Кудленко) родилась в 1920 году в деревне Митинки Боровского уезда Калужской губернии в семье крестьянина Михаила Павловича Блинова. Русская. Образование неполное среднее. В 30-х годах XX века семья Блиновых переехала в посёлок Очаково Кунцевского района Московской области. Клавдия Михайловна окончила московский аэроклуб Осоавиахима. До войны работала в нём пилотом-инструктором.
В ряды Рабоче-крестьянской Красной Армии К. М. Блинова вступила добровольно в 1941 году. В годы войны летала на самолётах У-2, УТ-1, УТ-2, Як-1 и Як-7. Воевать старшина Блинова начала в составе 586-го женского истребительного авиационного полка. Защищала небо Саратова. В ноябре-декабре 1941 года прошла переподготовку на истребителе Як-1. В середине сентября 1942 года Клавдия Михайловна прибыла в 434-й истребительный авиационный полк 16-й воздушной армии Донского фронта. Участвовала в Сталинградской битве, совершив несколько боевых вылетов на прикрытие наземных войск, сопровождение штурмовиков и бомбардировщиков.
3 октября 1942 года обескровленный в боях под Сталинградом 434-й истребительный авиационный полк был выведен на переформирование на аэродром Люберцы. Клавдии Михайловне предложили пройти специальные курсы воздушного боя, но она предпочла реальную боевую работу и вскоре была зачислена в 653-й истребительный авиационный полк (274-й истребительной авиационной дивизии, 1-го истребительного авиационного корпуса, 3-й воздушной армии). На Калининском фронте старшина К. М. Блинова участвовала в Великолукской наступательной операции, совершив по заданию командования 37 вылетов, из которых 12 — боевых. За отличие в ходе операции Клавдия Михайловна была награждена медалью «За отвагу». В феврале 1943 года авиакорпус, в котором воевала К. М. Блинова, был переброшен на Северо-Западный фронт и вошёл в состав 6-й воздушной армии. На Северо-Западном фронте Клавдия Михайловна участвовала в ликвидации демянской группировки противника.
18 марта 1943 года Приказом НКО СССР № 128 653-й истребительный авиационный полк был преобразован в 65-й гвардейский истребительный авиационный полк в составе (4-й гвардейской истребительной авиационной дивизии 1-го гвардейского истребительного авиационного корпуса). С 20 марта 1943 года авиакорпус, в котором служила К. М. Блинова, был выведен в резерв и находился там до мая 1943 года. Клавдия Михайловна за это время прошла переаттестацию и получила звание гвардии младшего лейтенанта. 9 мая 1943 года 1-й гвардейский авиационный корпус прибыл на Брянский фронт и был включён в состав 15-й воздушной армии. С 12 июля 1943 года 65-й гвардейский истребительный авиационный полк участвовал в Курской битве. В первый же день боёв на Курской дуге гвардии младший лейтенант К. М. Блинова участвовала в воздушном бою, во время которого советские истребители сбили 2 Ю-88 и 1 Ме-109. В числе других отличившихся в этом бою лётчиков Клавдия Михайловна была отмечена денежной премией в размере 5000 рублей. Всего к началу августа 1943 года К. М. Блинова совершила 48 вылетов на задания, в том числе 23 — боевых, участвовала в 15-ти воздушных боях и сбила 3 немецких самолёта в составе группы.
4 августа 1943 года Як-1 гвардии младшего лейтенанта К. М. Блиновой был сбит в воздушном бою. Она приземлилась с парашютом на территории, занятой противником, и попала в плен. Вместе с другими военнопленными её отправили эшелоном в Германию, но по дороге ей удалось совершить побег. Вспоминая обстоятельства побега, Клавдия Михайловна впоследствии писала:

Вскоре всех нас погрузили в два товарных вагона и повезли. Все, кто был в нашем вагоне, решили бежать. У кого-то нашёлся перочинный ножик, и мы взялись прорезать им отверстие в стенке вагона, чтобы откинуть скобу на дверях. Работали все по очереди. Через двое суток отверстие было готово. Ночью мы открыли дверь вагона и все один за другим выпрыгнули на ходу поезда под откос.— К. М. Блинова. Когда рядом друзья
25 августа 1943 года Блинова смогла перейти линию фронта и выйти к своим. Затем последовала проверка СМЕРШа и лагерь НКВД для бывших военнопленных, из которого её вызволил Василий Сталин. Клавдия Михайловна была направлена в Высшую офицерскую школу воздушного боя в город Люберцы, по окончании которой вернулась в свою часть. Воевала на 1-м Прибалтийском и 3-м Белорусском фронтах. Боевой путь гвардии лейтенант К. М. Блинова завершила участием в Берлинской операции.
В послевоенное время вышла замуж за бывшего штурмана 65-го гвардейского истребительного авиаполка Григория Даниловича Кудленко. Жила в Киеве. Работала старшей стюардессой в киевском аэропорту. Принимала активное участие в ветеранском движении.

## Награды
- Орден Отечественной войны II степени (23.12.1943).
- Орден Отечественной войны II степени (06.04.1985).
- Медаль «За отвагу» (22.02.1943).

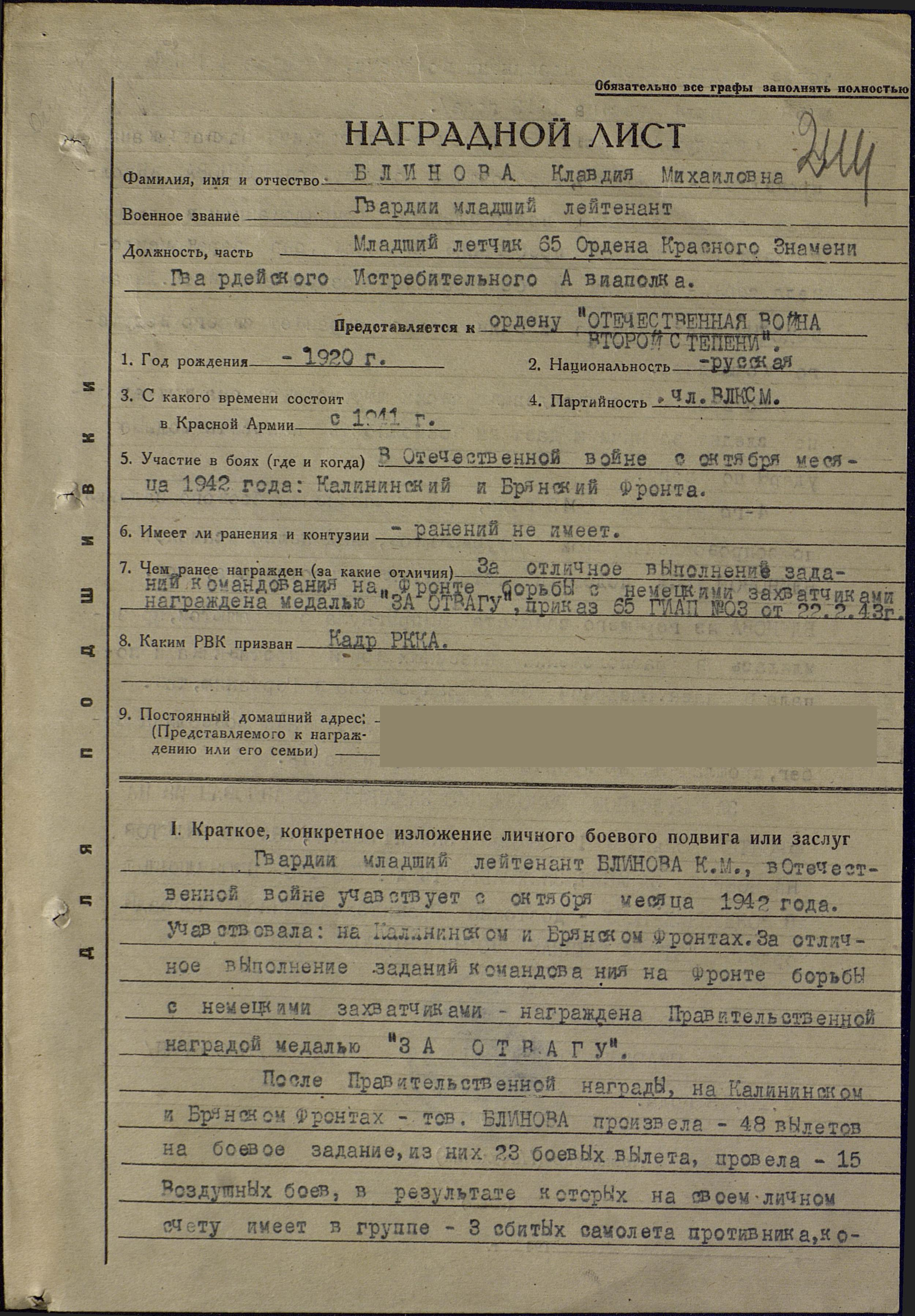
Наградной лист на Орден Отечественной войны II степени
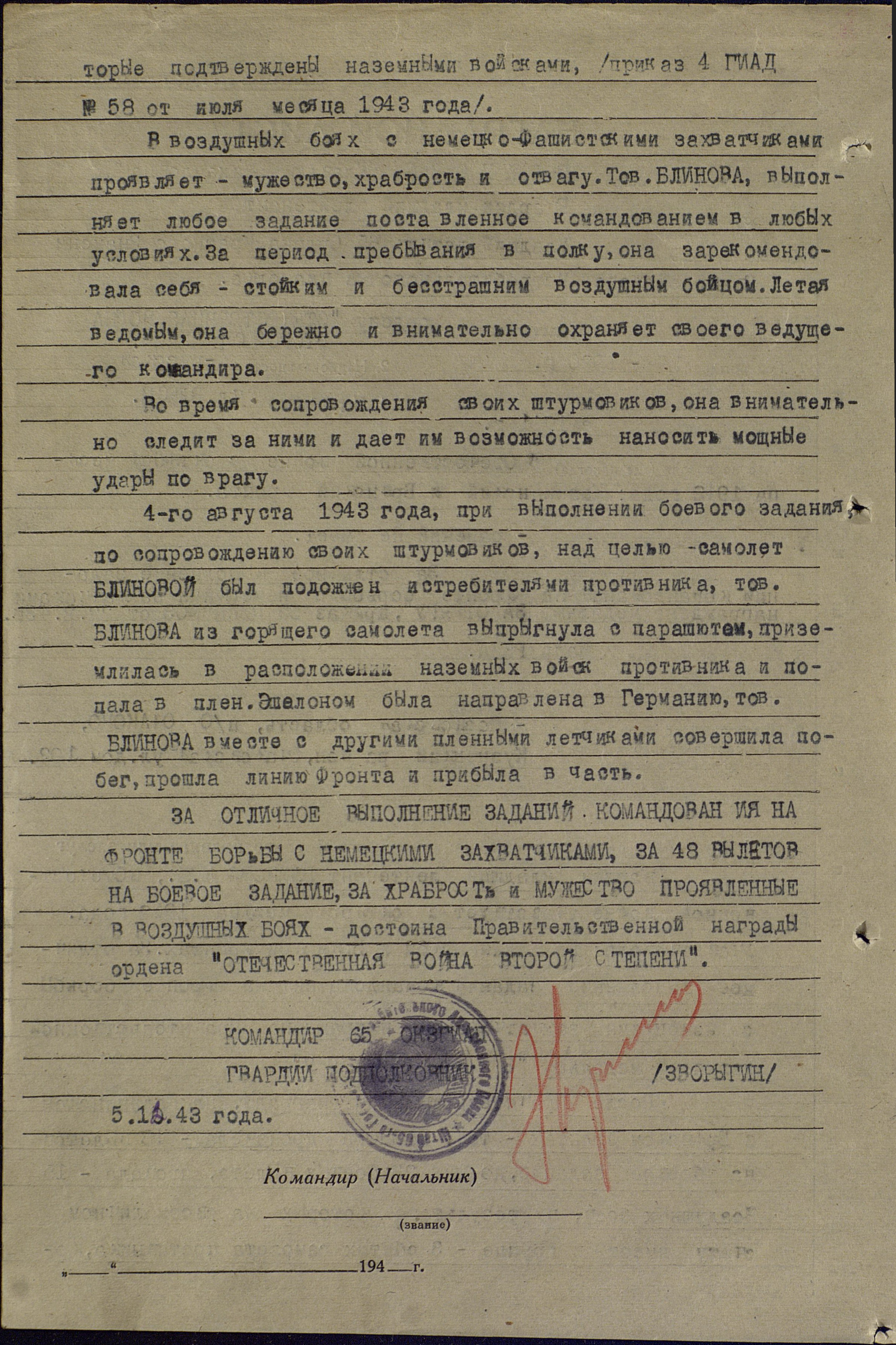
Наградной лист на Орден Отечественной войны II степени

## Сочинения
- Блинова К. М. [militera.lib.ru/memo/russian/v_nebe_frontovom/04.html Когда друзья рядом] // [militera.lib.ru/memo/russian/v_nebe_frontovom/index.html В небе фронтовом. Сборник воспоминаний советских летчиц — участниц Великой Отечественной войны] / Составители: М. А. Казаринова, А. А. Полянцева. — М.: Молодая гвардия, 1962. — С. 263—264. — 296 с. — 115 000 экз.
- Блинова К. М. Синий платочек // На земле, в небесах и на море: сборник воспоминаний / отв. исполн., ред. Л. М. Пантелеева; ред. С. В. Грибанов, Ф. П. Водынин, М. Д. Конюшенко [и др.]. — М.: Воениздат, 1983. — С. 94—119. — 364 с. — (Рассказывают фронтовики, 1941—1945). — 75 000 экз.

## Оценки и мнения
Мы занимались по 14-16 часов в сутки. Война диктовала свои условия. Мы знали, что в то время каждый пилот был на счету… Все мы мечтали попасть на фронт.
— Клавдия Блинова
Лётчик-истребитель Э. У. Чалбаш:

Клава Блинова ничем особенно не выделялась, была скромная и молодая девушка, и, не зная о том, что она лётчик — истребитель, никогда бы не подумал, что эта худенькая блондинка, которая стоит в окружении многих лётчиков и оживлённо о чём-то беседует — лётчик, а не то что пилот истребителя!

Герой Советского Союза генерал-полковник авиации В. Н. Кубарев:

…она была атакована шестеркой ФВ-190. Она увернулась от первой атаки, затем от второй. Сама перешла в наступление, направив свой истребитель на ведомого одной из пар. Но ей не удалось завершить атаку. Сверху на неё навалились другие «фоккеры». Самолёт загорелся, пришлось воспользоваться парашютом.
— И вот тут я по-настоящему испугалась, — рассказывала Блинова. — Когда осмотрелась, то поняла, что нахожусь над вражеской территорией. Ветра нет, значит нет возможности и перетянуть за линию фронта. Приземлилась, освободилась от подвесной системы, выхватила пистолет из кобуры и побежала к небольшому леску, что виднелся в километре. А навстречу мне из этого самого леска — фашисты. Бегут и стреляют из автоматов. Одна пуля ударила в ногу…
— В общем, плен. Допросы, побои, концлагерь. Спустя неделю, нас погрузили в вагоны и повезли в направлении Смоленска. Группа летчиков по дороге договорилась о побеге. Они сделали отверстие в дверях вагона, открыли их, выпрыгнули на ходу поезда и бежали.
Мы молча слушали её и невольно удивлялись и одновременно радовались стойкости, мужеству Блиновой. Выходит, даже в плену в её душе не погас огонь борьбы, вырвалась на свободу, чтобы снова бить фашистов. Не каждому мужчине это удается, не каждый выдерживает истязания, а она, женщина, выдержала, поборола все трудности. Ей пришлось голодать, она прошла пешком сотни километров. И все-таки выдержала.

## Документы
- Общедоступный электронный банк документов «Подвиг Народа в Великой Отечественной войне 1941—1945 гг.» Архивировано 13 марта 2012 года. № в базе данных 18975938., 16226738. Архивировано 24 октября 2012 года.
- Обобщённый банк данных «Мемориал». Архивировано 10 мая 2012 года., ЦАМО, ф. 33, оп. 11458, д. 118., ЦАМО, ф. 33, оп. 11458, д. 204. Архивировано 24 октября 2012 года., ЦАМО, ф. 33, оп. 11458, д. 75. Архивировано 24 октября 2012 года., ЦАМО, ф. 33, оп. 11458, д. 61. Архивировано 24 октября 2012 года.